# وونگ-چو
وونگ-چو یک شخصیت تخیلی در کتاب‌های کامیک مارول کامیکس می‌باشد. این کاراکتر به وسیلهٔ استن لی، جک کربی و دان هک خلق شده و در قصه‌های در حال تعلیق شماره‌های ۳۹ام به بعد برای اولین بار معرفی شد. وونگ-چو اولین دشمن مردآهنی بود.